# Alexandr Burmistrov
Alexandr Olegovič Burmistrov (rusky Александр Олегович Бурмистров;* 21. října 1991 Kazaň) je ruský hokejový útočník.

## Hráčská kariéra
Svou kariéru nastartoval v rodném městě v tamním oddílu mládeže Ak Bars Kazaň. Do seniorského oddílu vstoupil nejprve k rezervě Ak Bars Kazaň, který hrával třetí nejvyšší soutěž Pervaja liga. V rezervě Kazaně hrával od roku 2006 až do roku 2009. V průběhu ročníku 2008-09 se dočkal prvního zápasů v hlavním kádru Kazaně, zápas odehrál v nově vytvořené lize (Kontinentální hokejová liga). Po juniorském draftu 2009 z CHL, ve kterém byl vybrán týmem Barrie Colts z prvního kola celkově dvanáctý, setrval v Barrie Colts a odehrál celou část sezony 2009/10, ve kterém nasbíral ze 62 odehraných zápasů 65 kanadských bodů. V létě 2010 byl vybrán ze vstupní draftu NHL hned v prvním kole z osmého místa týmem Atlanta Thrashers. V draftu se stal nejlépe umístěným hráčem z Ruska a druhým nejlépe umístěným Evropanem, před ním byl pouze Nino Niederreiter ze Švýcarska. První a rovněž poslední sezonu odehrál za Atlanta Thrashers v NHL. V roce 2011 se Atlanta Thrashers přestěhovala do Winnipeg Jets. Za tým Winnipeg Jets hrával dvě sezony, ve druhé sezoně byl posílán na jejich farmu v St. John's IceCaps hrající soutěž AHL. Po vypršení jeho nováčkovské smlouvy se rozhodl návrat do mateřského týmu Kazaně, ve kterém setrval dvě sezony. Po dvou letech v KHL prahnul po návratu do NHL, nakonec se 1. července 2015 dohodl s Winnipegem na dvouleté smlouvě.

## Ocenění a úspěchy
- 2010 CHL - Top Prospects Game

## Prvenství

### NHL
- Debut - 8. října 2010 (Atlanta Thrashers proti Washington Capitals)
- První asistence 27. října 2010 (New York Rangers proti Atlanta Thrashers)
- První gól 29. října 2010 (Atlanta Thrashers proti Buffalo Sabres, brankáři Ryan Miller)

### KHL
- Debut - 3. září 2008 (Ak Bars Kazaň proti Avangard Omsk)
- První gól - 10. září 2013 (Ak Bars Kazaň proti Traktor Čeljabinsk, brankáři Michael Garnett)
- První asistence - 6. září 2013 (CHK Neftěchimik Nižněkamsk proti Ak Bars Kazaň)

## Klubové statistiky
| Sezóna       | Klub                   | Soutěž       |     | Základní část | Základní část | Základní část | Základní část | Základní část |   | Play off | Play off | Play off | Play off | Play off |
| Sezóna       | Klub                   | Soutěž       | Z   | G             | A             | B             | TM            | Z             | G | A        | B        | TM       |          |          |
| 2006/2007    | Ak Bars Kazaň 2        | 3.RSL        | 27  | 2             | 4             | 6             | 16            | —             | — | —        | —        | —        |          |          |
| 2007/2008    | Ak Bars Kazaň 2        | 3.RSL        |     | 14            | 21            | 35            |               | —             | — | —        | —        | —        |          |          |
| 2008/2009    | Ak Bars Kazaň 2        | 3.RSL        | 34  | 25            | 25            | 50            | 54            | —             | — | —        | —        | —        |          |          |
| 2008/2009    | Ak Bars Kazaň          | KHL          | 1   | 0             | 0             | 0             | 0             | —             | — | —        | —        | —        |          |          |
| 2009/2010    | Barrie Colts           | OHL          | 62  | 22            | 43            | 65            | 49            | 17            | 8 | 8        | 16       | 22       |          |          |
| 2010/2011    | Atlanta Thrashers      | NHL          | 74  | 6             | 14            | 20            | 27            | —             | — | —        | —        | —        |          |          |
| 2011/2012    | Winnipeg Jets          | NHL          | 76  | 13            | 15            | 28            | 42            | —             | — | —        | —        | —        |          |          |
| 2012/2013    | Winnipeg Jets          | NHL          | 44  | 4             | 6             | 10            | 14            | —             | — | —        | —        | —        |          |          |
| 2012/2013    | St. John's IceCaps     | AHL          | 22  | 2             | 9             | 11            | 24            | —             | — | —        | —        | —        |          |          |
| 2013/2014    | Ak Bars Kazaň          | KHL          | 54  | 10            | 27            | 37            | 32            | 6             | 0 | 2        | 2        | 9        |          |          |
| 2014/2015    | Ak Bars Kazaň          | KHL          | 53  | 10            | 16            | 26            | 40            | 17            | 1 | 3        | 4        | 8        |          |          |
| 2015/2016    | Winnipeg Jets          | NHL          | 81  | 7             | 14            | 21            | 32            | —             | — | —        | —        | —        |          |          |
| 2016/2017    | Winnipeg Jets          | NHL          | 23  | 0             | 2             | 2             | 6             | —             | — | —        | —        | —        |          |          |
| 2016/2017    | Arizona Coyotes        | NHL          | 26  | 5             | 9             | 14            | 6             | —             | — | —        | —        | —        |          |          |
| 2017/2018    | Vancouver Canucks      | NHL          | 24  | 2             | 4             | 6             | 12            | —             | — | —        | —        | —        |          |          |
| 2017/2018    | Ak Bars Kazaň          | KHL          | 10  | 2             | 4             | 6             | 12            | 17            | 1 | 2        | 3        | 18       |          |          |
| 2018/2019    | Ak Bars Kazaň          | KHL          | 27  | 3             | 2             | 5             | 12            | —             | — | —        | —        | —        |          |          |
| 2018/2019    | Salavat Julajev Ufa    | KHL          | 28  | 2             | 7             | 9             | 16            | 15            | 1 | 3        | 4        | 29       |          |          |
| 2019/2020    | Salavat Julajev Ufa    | KHL          | 58  | 6             | 12            | 18            | 28            | 6             | 1 | 1        | 2        | 2        |          |          |
| 2020/2021    | Ak Bars Kazaň          | KHL          | 44  | 6             | 11            | 17            | 37            | 12            | 0 | 2        | 2        | 8        |          |          |
| 2021/2022    | Ak Bars Kazaň          | KHL          | 28  | 3             | 7             | 10            | 16            | 4             | 0 | 0        | 0        | 0        |          |          |
| 2022/2023    | Ak Bars Kazaň          | KHL          | 26  | 1             | 2             | 3             | 8             | —             | — | —        | —        | —        |          |          |
| 2022/2023    | Metallurg Magnitogorsk | KHL          | 16  | 1             | 1             | 2             | 6             | 9             | 0 | 0        | 0        | 8        |          |          |
| 2023/2024    | HK Spartak Moskva      | KHL          | 50  | 2             | 16            | 18            | 12            | 3             | 0 | 1        | 1        | 0        |          |          |
| 2024/2025    | HK Dynamo Moskva       | KHL          |     |               |               |               |               |               |   |          |          |          |          |          |
| Celkem v NHL | Celkem v NHL           | Celkem v NHL | 348 | 37            | 64            | 101           | 139           | —             | — | —        | —        | —        |          |          |

## Reprezentace
| Rok                       | Tým                       | Soutěž                    | Z | G | A | B  | TM |
| ------------------------- | ------------------------- | ------------------------- | - | - | - | -- | -- |
| 2008                      | Rusko 17                  | WHC-17                    | 5 | 2 | 1 | 3  | 12 |
| 2009                      | Rusko 18                  | MS-18                     | 7 | 4 | 7 | 11 | 6  |
| 2010                      | Rusko 20                  | MSJ                       | 6 | 3 | 1 | 4  | 6  |
| 2016                      | Rusko                     | MS                        | 9 | 0 | 1 | 1  | 4  |
| Seniorská kariéra celkově | Seniorská kariéra celkově | Seniorská kariéra celkově | 9 | 0 | 1 | 1  | 4  |